# 9116 Billhamilton
A 9116 Billhamilton (ideiglenes jelöléssel 1997 ES40) a Naprendszer kisbolygóövében található aszteroida. Marc Buie fedezte fel 1997. március 7-én.